# Lampasse

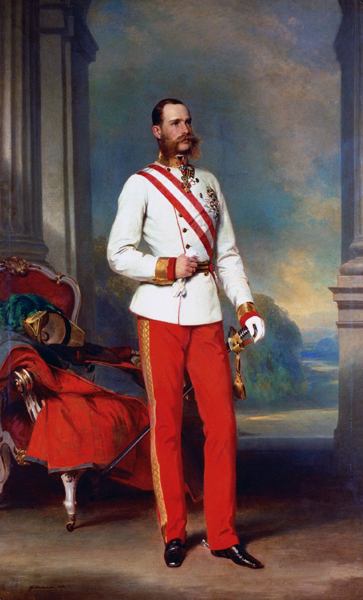
Kaiser Franz Joseph I. mit goldfarbenen Lampassen, 1865

Als Lampassen werden die breiten, meist farbigen Zierstreifen auf oder neben beiden Außennähten von bestimmten Uniformhosen bezeichnet. Im Gegensatz zur schmalen, kordelartigen Biese handelt es sich bei Lampassen um Stoffstreifen, die über oder neben die Außennaht eines Uniformhosenbeins genäht werden. Bei Zivilhosen nennt man die entsprechende Verzierung Galon. Das Wort Lampas kommt aus dem Französischen, wo es ein schweres seidenes oder damastartiges Gewebe bezeichnet.

## Deutschland

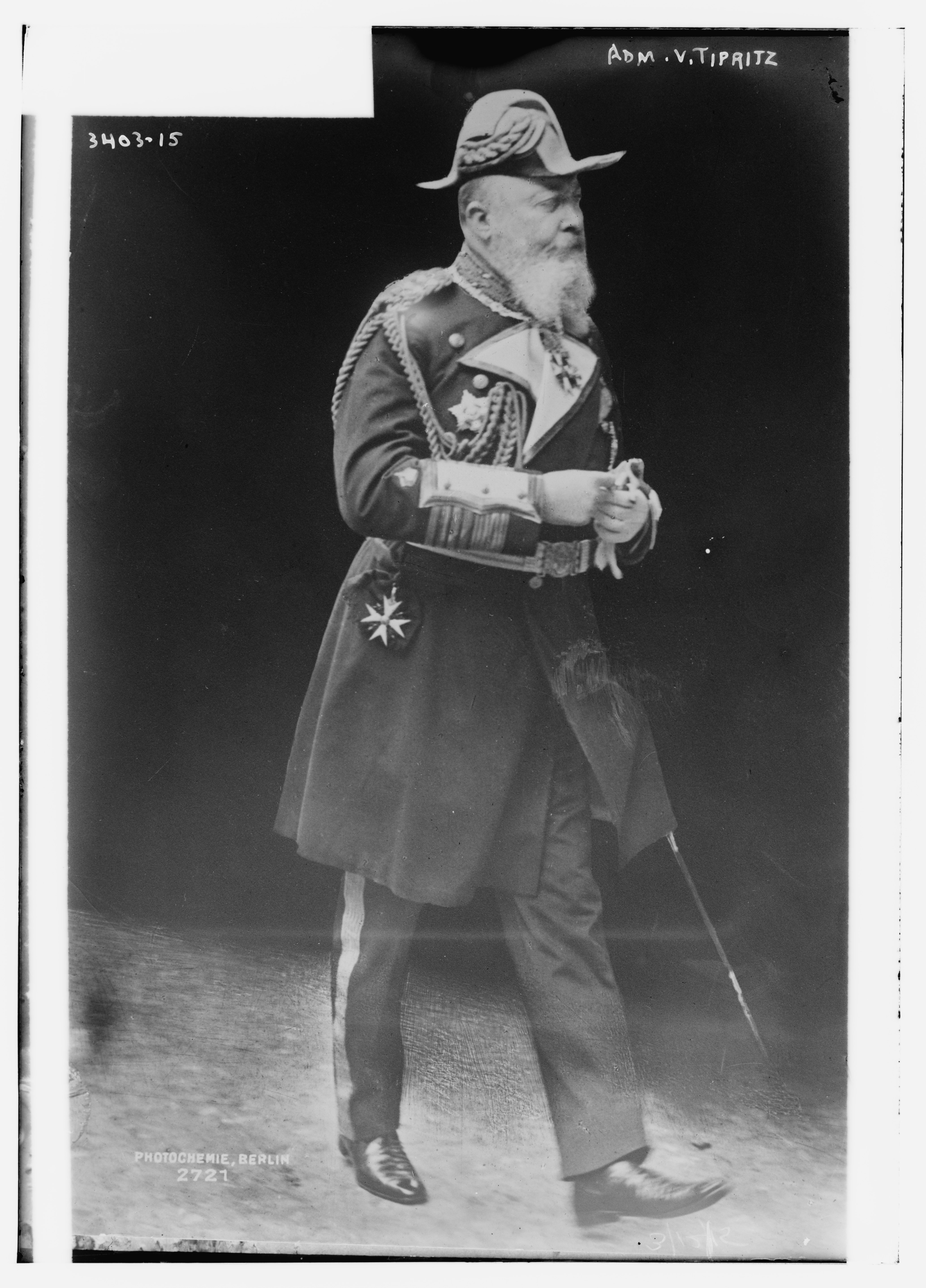
Adm. Alfred von Tirpitz mit goldfarbenen Lampassen
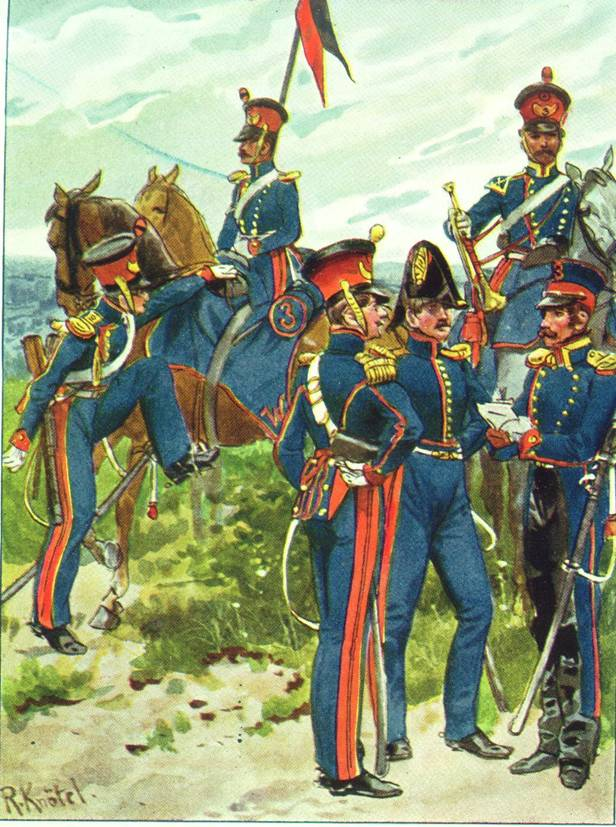
Rote Doppellampassen des württembergischen 3. Reiter-Regiments 1825.
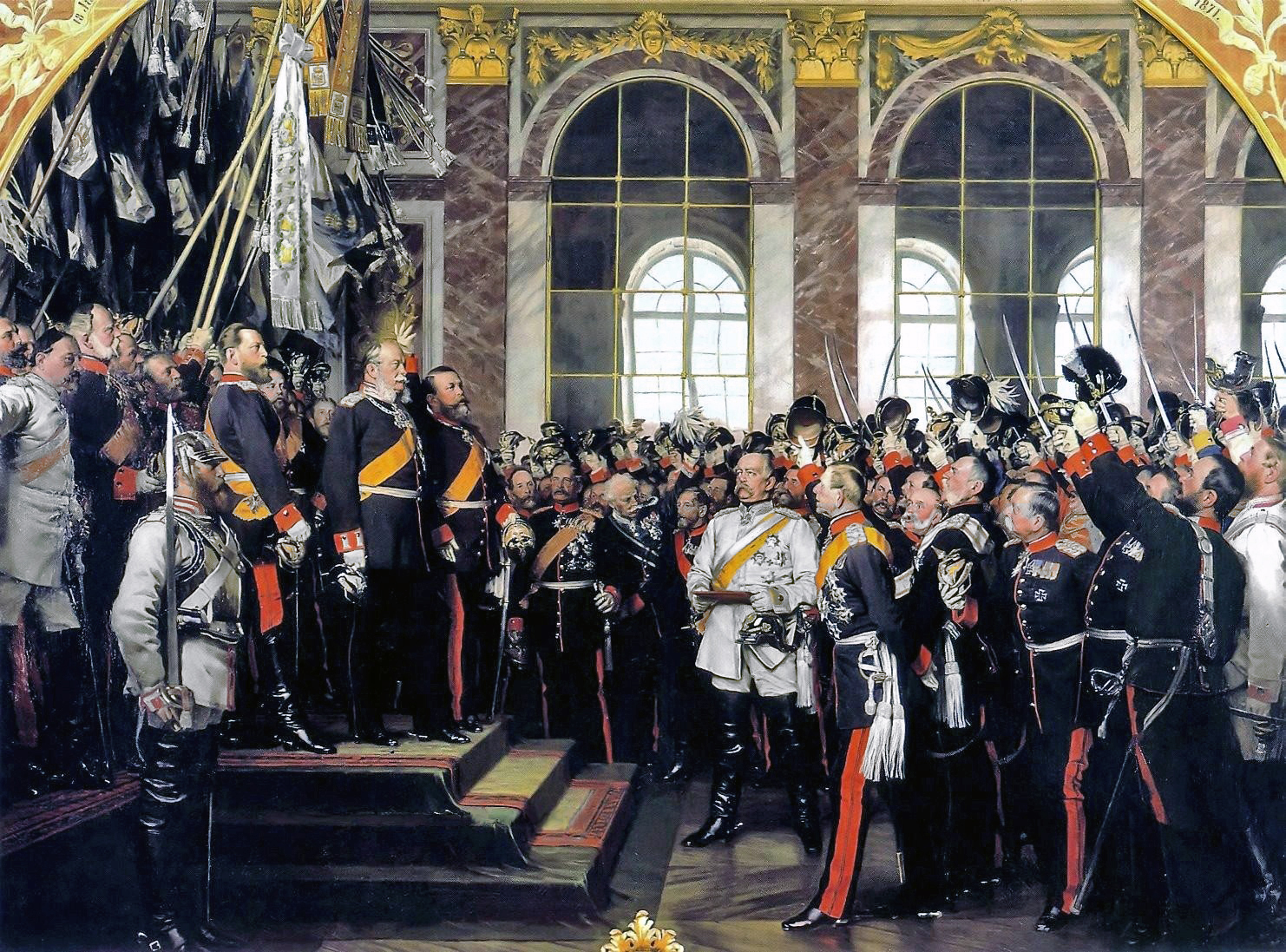
Rote Doppellampassen der preußischen Generalität.
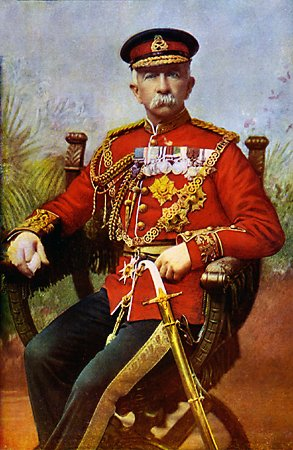
Feldmarschall Evelyn Henry Wood mit Goldlampassen.
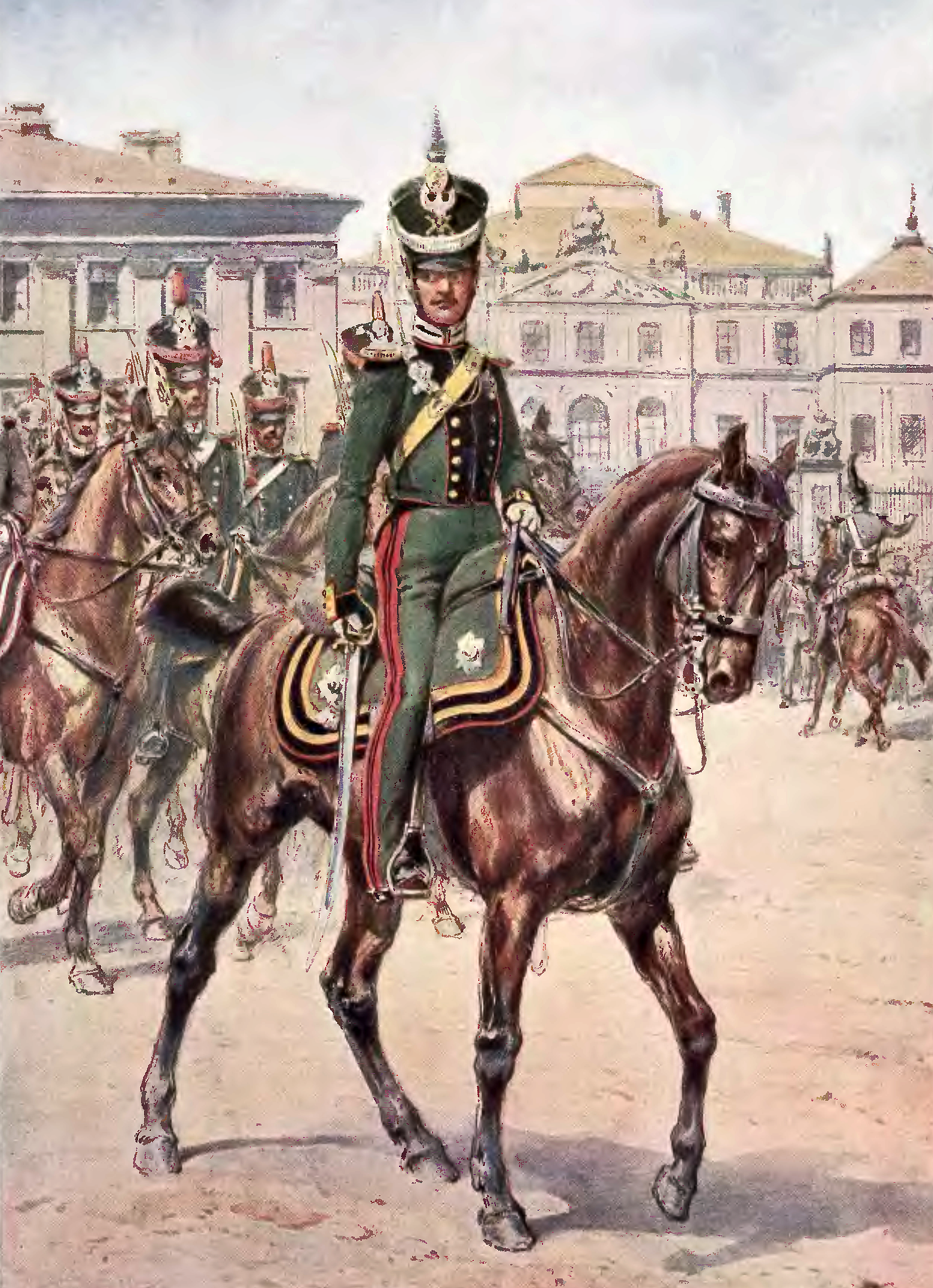
Garde-Artillerie-Offizier zu Pferd, mit roten Doppellampassen.
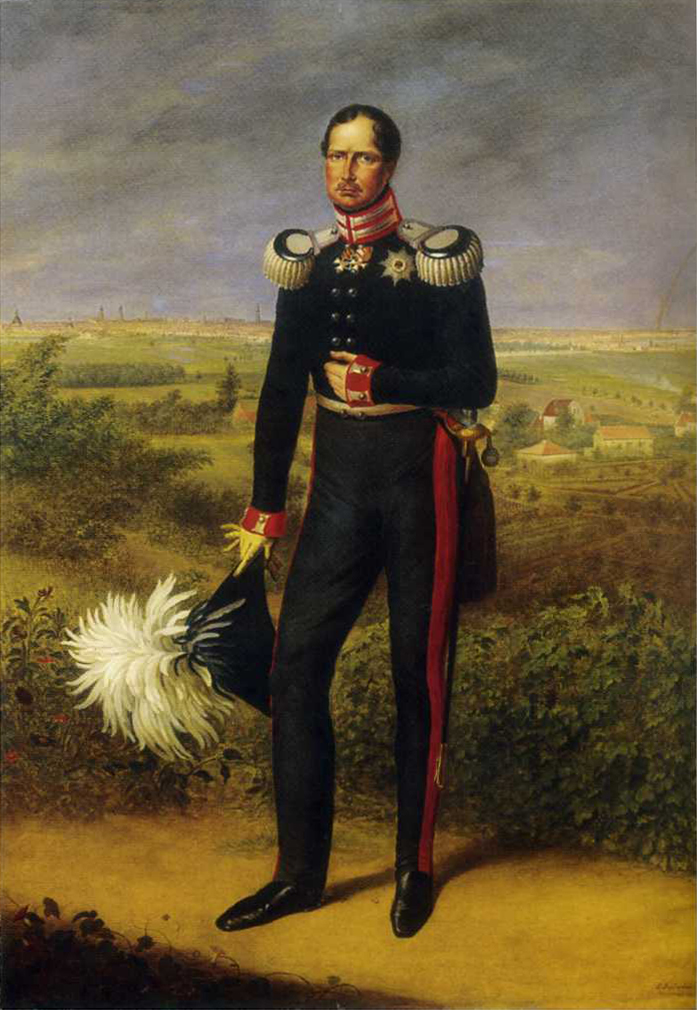
Friedrich Wilhelm III mit Generalslampassen.

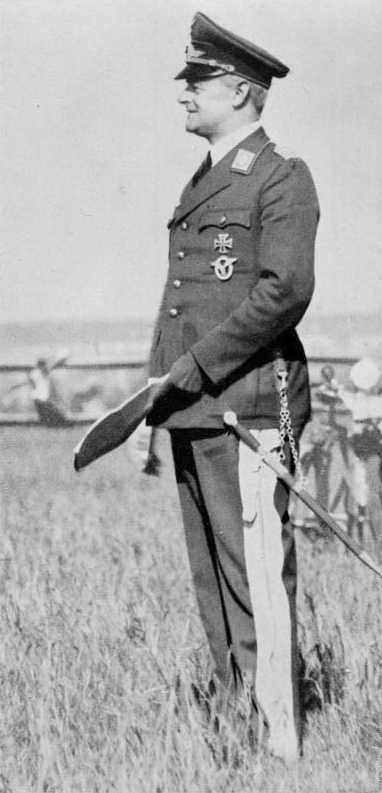
Generalleutnant mit Ehrendegen und Lampasse 1934.

Ursprünglich Teil der europäischen Herrenmode zu Anfang des 19. Jahrhunderts, wurden Lampassen auch bei Uniformen verschiedener deutscher Staaten verwandt.
In Preußen wurden sie ab 1815 von den Offizieren zu beiden Seiten der Biesen getragen. Dort hatten sie Abzeichenfarbe, also für Regimenter mit roten Abzeichen auch rote Lampassen. Von 1832 bis 1896 blieben sie in Preußen den Generalen (rote Doppellampassen) und Generalstabsoffizieren (karmesinrote Lampassen) vorbehalten. Mit der 1896 neu eingeführten Galahose wurden sie dann wieder für fast alle Offiziere üblich. Lediglich die Husaren verzichteten auf die Lampassen, da ihnen der Schmuck der Schoytaschierung auf den Hosen genügte.

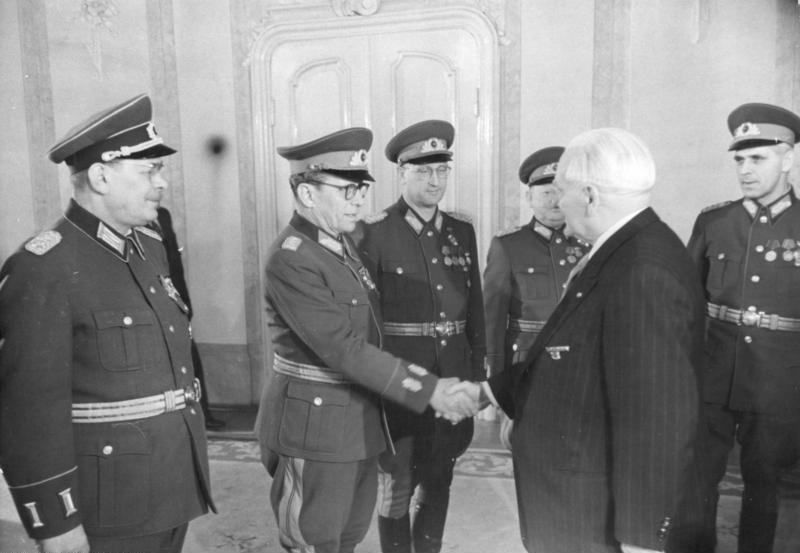
Vincenz Müller in Stiefelhose mit Lampassen.

### Kaiserreich, Weimarer Republik und Drittes Reich
Von 1918 bis 1945 wurden die Lampassen in Deutschland wieder nur von Generalen und Generalstabsoffizieren in Heer und Luftwaffe getragen. Sie folgten dabei den alten Vorgaben.

### Deutsche Demokratische Republik
In der DDR trugen die Offiziere der Dienstgradgruppe der Generale und Admirale Doppellampassen in den Waffenfarben der betreffenden Teilstreitkraft oder gemäß besonderer Regelungen.
| Lampassenfarbe            | Lampassenfarbe   | Insignien | Insignien | Bemerkung |
| ------------------------- | ---------------- | --------- | --------- | --- |
| Generale LaSK MfS         | Hochrot          |           |           | - Generalmajor bis Armeegeneral - auch Paspelierung uns Arabesken in Hochrot                                                        |
| Generale der LSK/LV       | Himmel- tiefblau |           |           | - Generalmajor bis Generaloberst (auch Funktechnische Truppen) - Paspelierung und Arabesken in Himmelblau                           |
| Admirale der Volksmarine  |                  |           |           | Konteradmiral bis Flottenadmiral |
| Generale der Grenztruppen | Grün             |           |           | - Generalmajor bis Generaloberst - Paspelierung, Arabesken in grün                                                                  |
| Generale der ZV           | Malino           |           |           | - Generalmajor bis Generaloberst - nur Lampassen in Malino - Schulterstücke, Paspelierung und Arabesken wie LaSK und MFS in Hochrot |
| Generale der VP           | Dunkelgrün       |           |           | - Generalmajor bis Generaloberst der Deutschen Volkspolizei - Schulterstücke, Paspelierung und Arabesken in Dunkelgrün              |

### Bundesrepublik
In der Bundesrepublik trugen nur noch die den Generalsrängen entsprechenden Offiziere des Bundesgrenzschutzes Doppellampassen in Dunkelgrün auf den grünen Uniformhosen.
2010 führte die Polizei Baden-Württemberg dunkelblaue Diensthosen mit schmalen, weißen Lampassen ein, 2017 folgte die Polizei Bayern mit der Umstellung von grünen auf blaue Uniformen mit hellblauen Doppellampassen.

## Andere Länder
Lampassen werden heute noch in den meisten Armeen der Welt als Uniformschmuck für Gala-Uniformen oder die Dienstuniformen von Generalen genutzt.
Aus der Uniform der steirischen Landwehr entstand als regionale Volkstracht der Steireranzug, der ebenfalls mit einfachen oder doppelten Lampassen getragen wird.

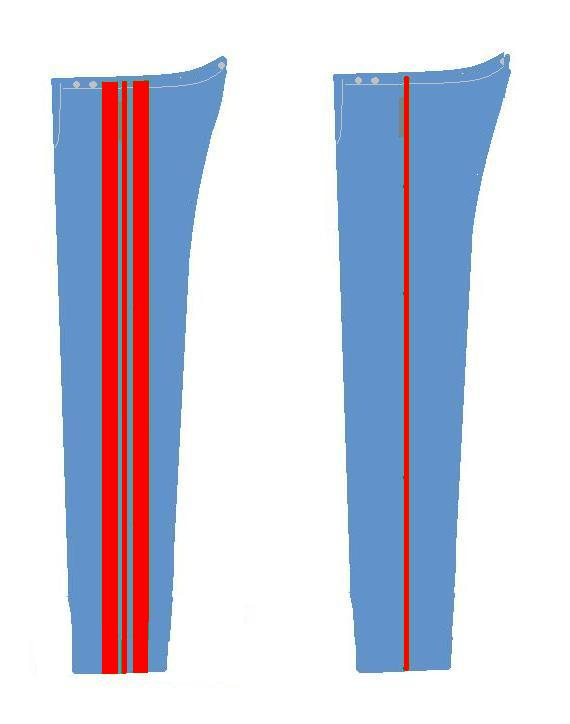
Österreich, Festungsartillerie bis 1910.
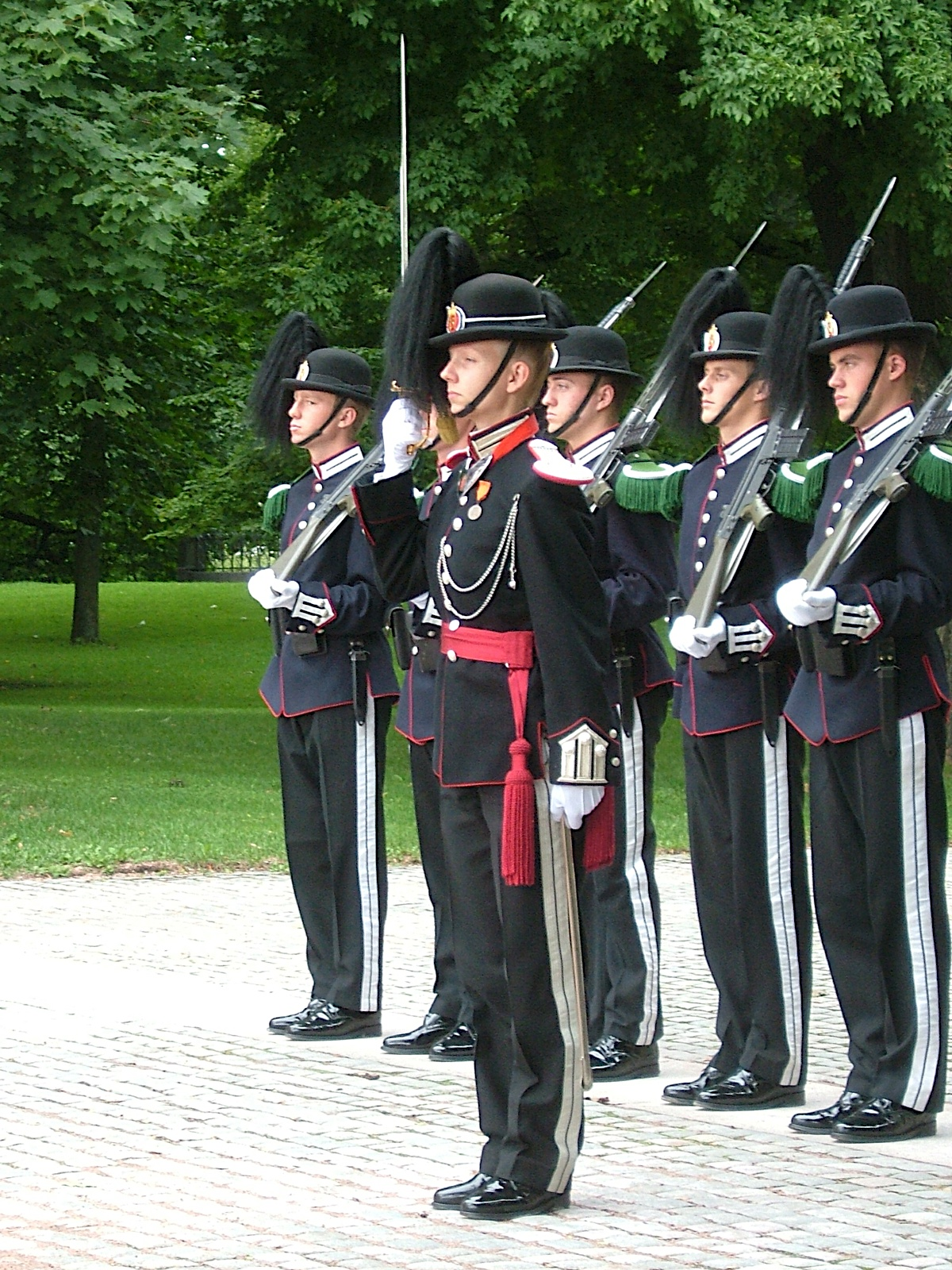
Norwegen, Königliche Garde
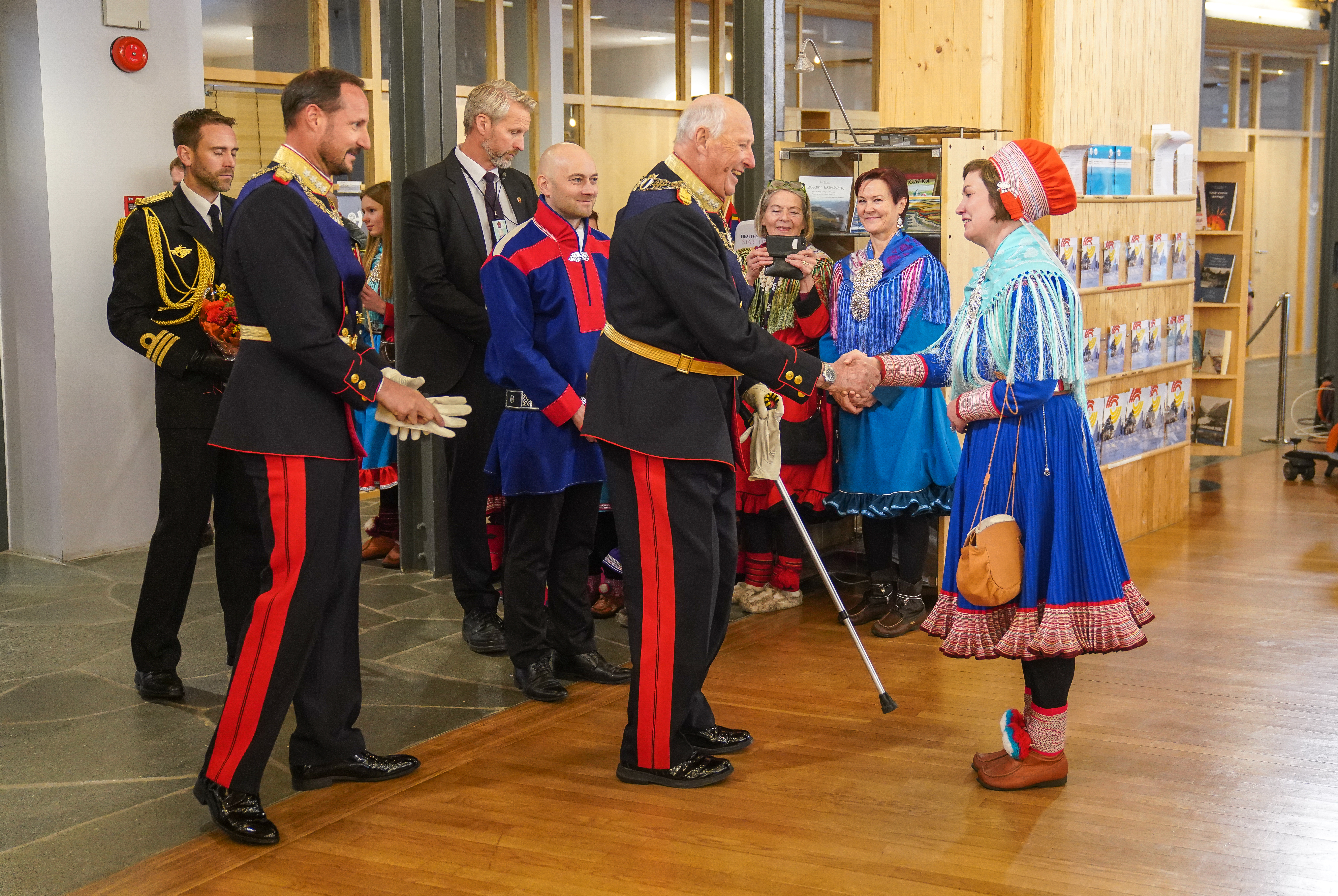
Finland
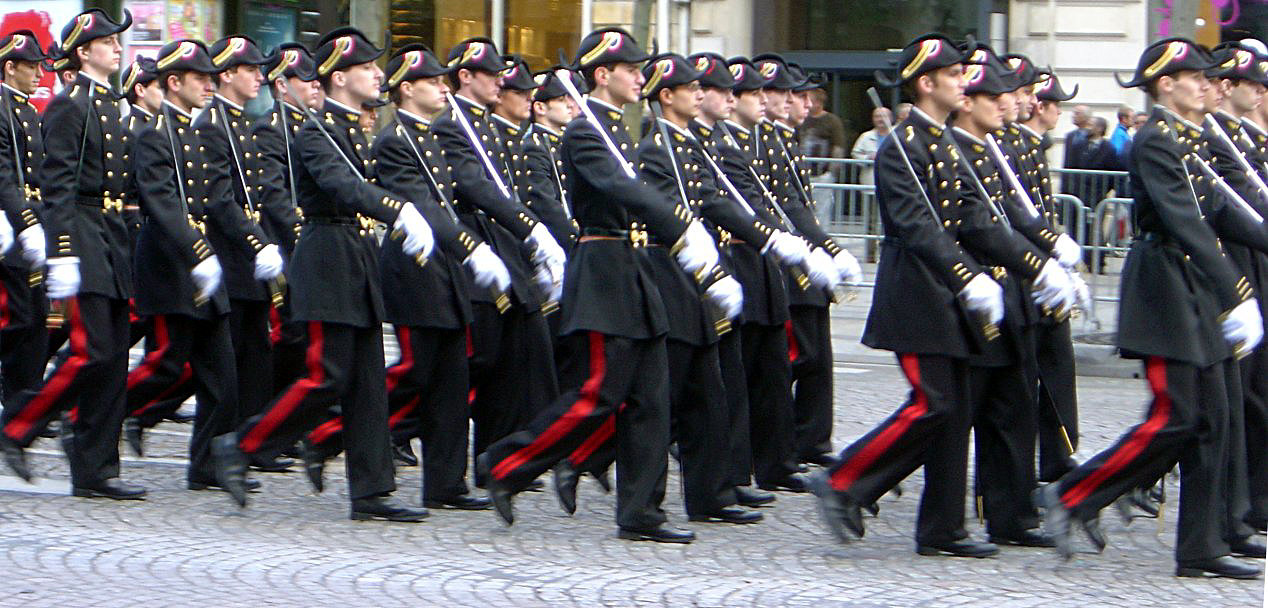
Studenten École polytechnique, 2005.
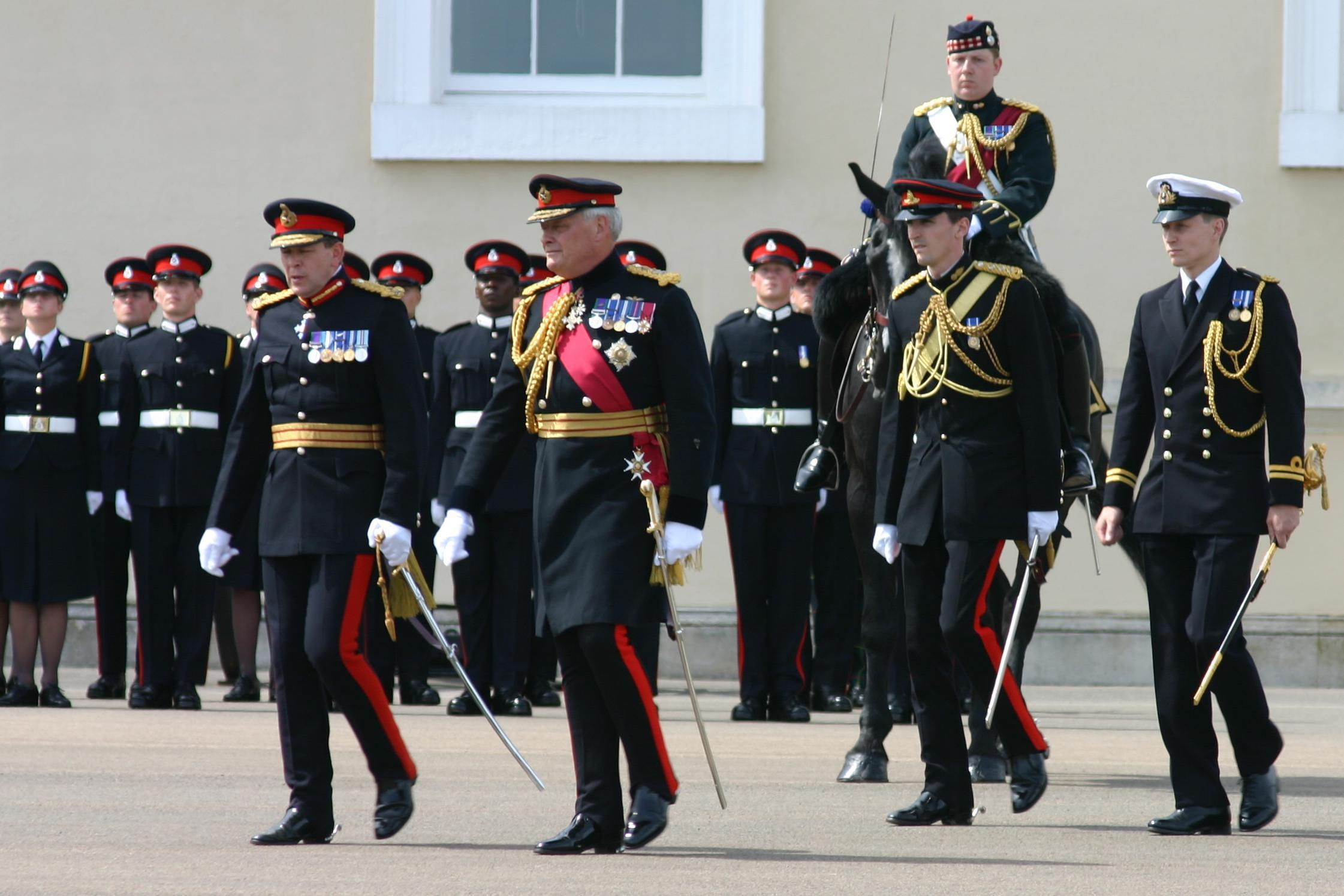
Royal Military Academy, Sandhurst 2005.
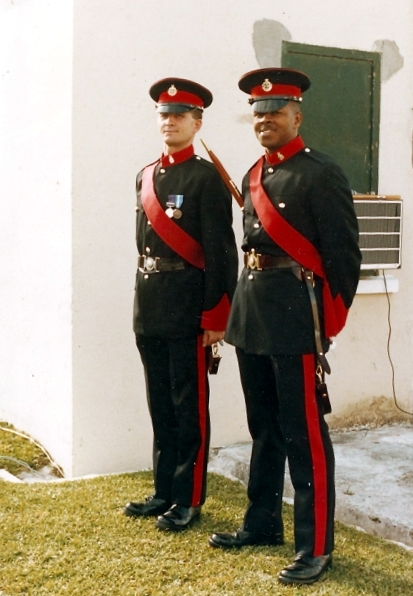
WO2, Bermuda Regiment / Ausbildungskompanie.
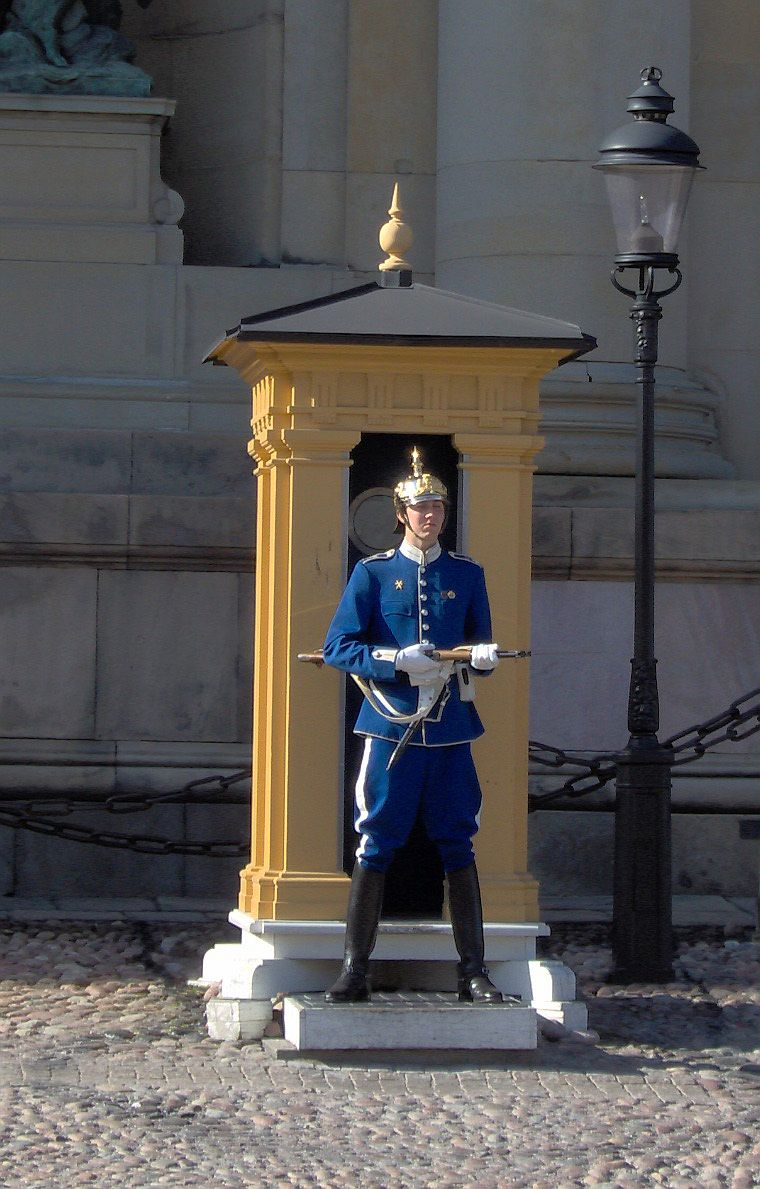
Palastgarde, Schloss zu Stockholm 2006.
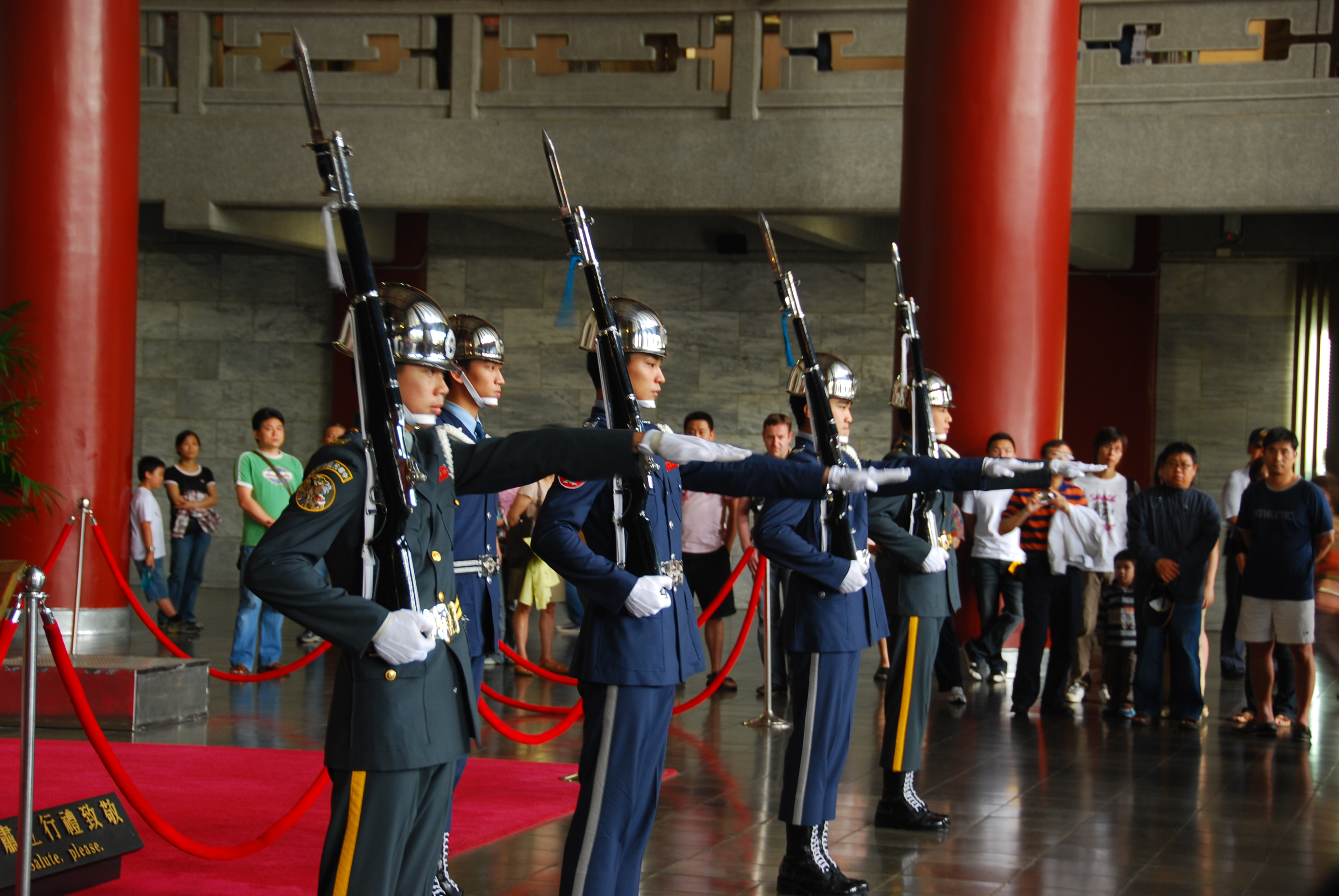
Ehrenwache, Sun Yat-sen Memorial Halle
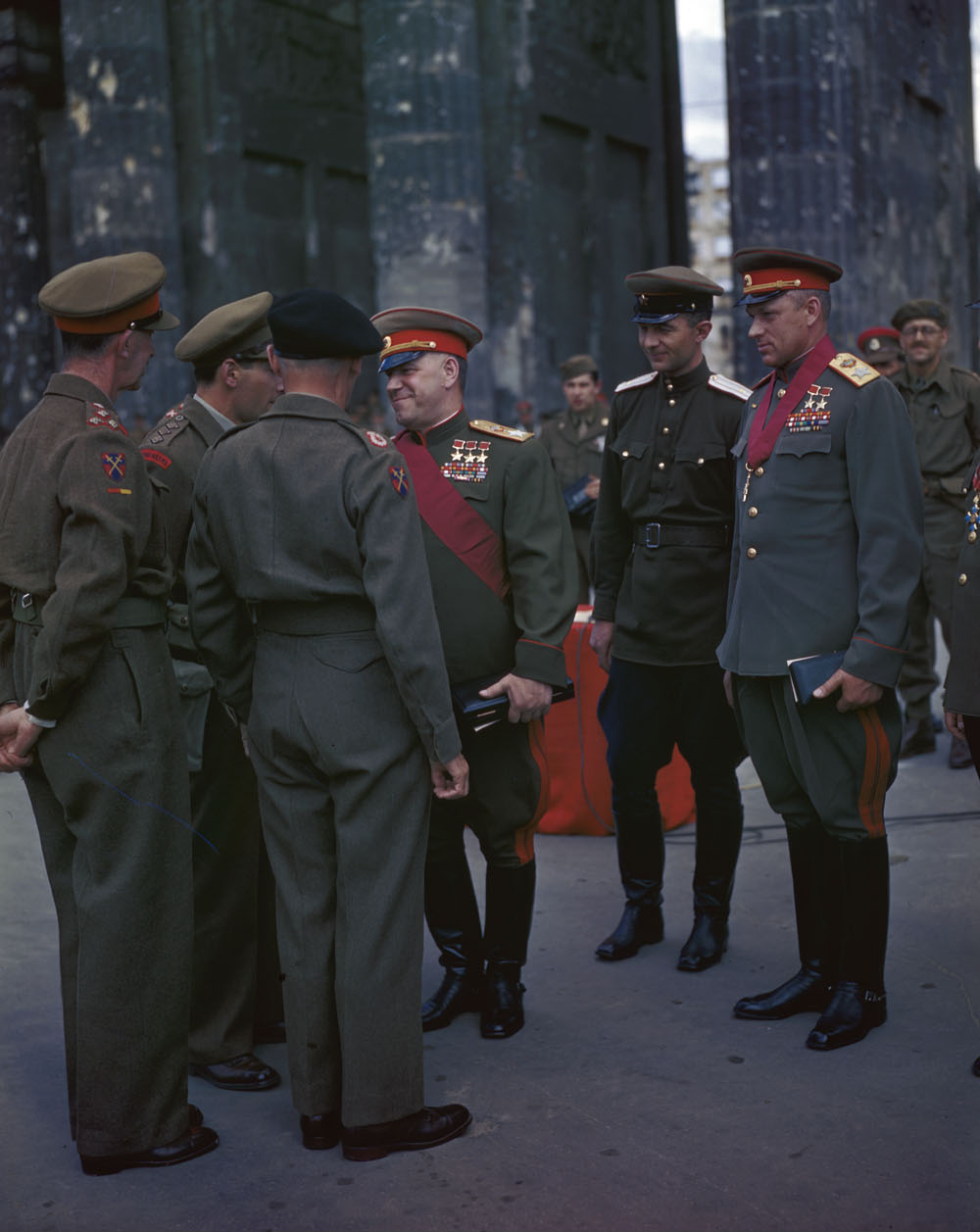
Sowjetische Marschälle 1945.